# HD 80607

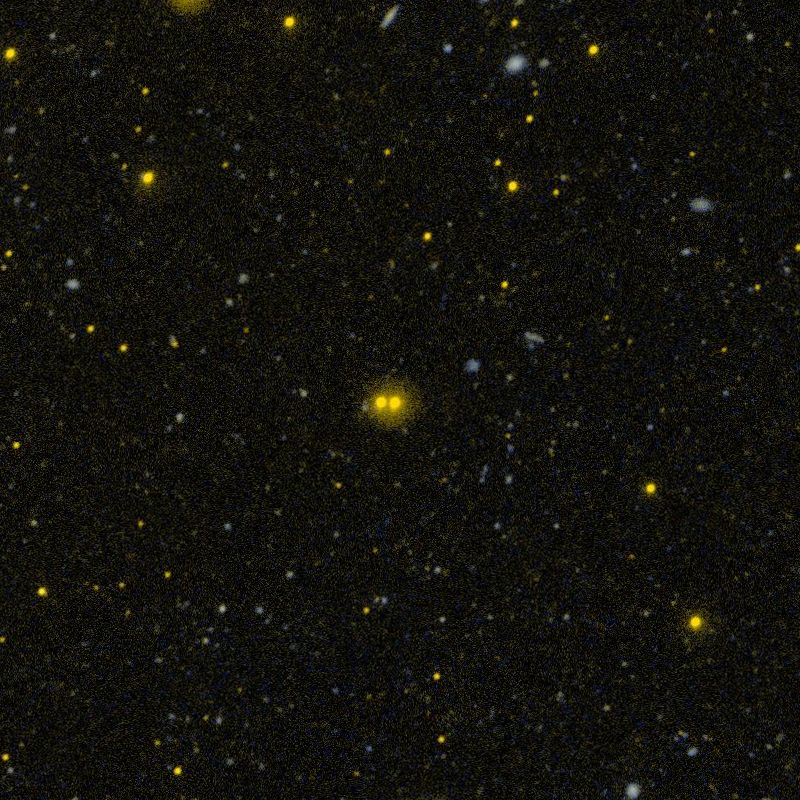
Dubbelstjärnan HD 80606/7 enligt GALEX Sky Survey.

HD 80607 är en stjärna belägen i den mellersta delen av stjärnbilden Stora björnen och bildar tillsammans med HD 80606 en dubbelstjärna. Den har en skenbar magnitud av ca 9,09 och kräver en stark handkikare eller ett mindre teleskop för att kunna observeras. Baserat på parallax Gaia Data Release 2 på ca 15,0 mas, beräknas den befinna sig på ett avstånd på ca 217 ljusår (ca 67 parsek) från solen. Den rör sig bort från solen med en heliocentrisk radialhastighet på ca 3,5 km/s. Båda stjärnorna kretsar kring varandra på ett genomsnittligt avstånd av 1 200 astronomiska enheter. Dubbelstjärnan är listad som Σ1341 i Struve Catalogue of Double Stars, men denna beteckning används sällan och systemet hänvisas vanligtvis till HD-beteckningarna för dess ingående stjärnor.

## Egenskaper
HD 80607 är en gul till vit stjärna i huvudserien av spektraltyp G5, som har effektiv temperatur av ca 5 600 K.